# M21 (Republica Moldova)
M21 a fost o șosea în partea central-estică a Republicii Moldova, cu o lungime de 60 km. Drumul lega capitala Chișinău, via Dubăsari de granița cu Ucraina. În Ucraina drumul era continuat de M13 până la Kirovohrad.
O parte din M21 se afla sub controlul republicii separatiste din Transnistria. Ca urmare, Guvernul Republicii Moldova nu gestiona această parte a drumului.
Între Chișinău și intersecția cu M14 (în prezent M5), M21 era parte a drumurilor europene E58 și E581.
În timpul Uniunii Sovietice, M21 era un important traseu rutier care conecta Chișinăul de Volgograd (Rusia).
Drumul a fost desființat în 2016, printr-o hotărâre de guvern, întreaga lungime fiind integrată în M1.